# Semaine internationale Coppi et Bartali 2021
La 36e édition de la Semaine internationale Coppi et Bartali a lieu du 23 au 27 mars 2021. La course fait partie du calendrier UCI Europe Tour 2021 en catégorie 2.1. Il s'agit de la 4e manche de la Coupe d'Italie de cyclisme sur route 2021.

## Équipes
25 équipes participent à la course, 9 UCI WorldTeams, 7 UCI ProTeams, 7 équipes continentales et 2 sélections nationales.
| WorldTeams (9)- Astana-Premier Tech - Deceuninck-Quick Step - Ineos Grenadiers - Israel Start-Up Nation - Movistar Team - Team BikeExchange - Team DSM - Jumbo-Visma - Trek-Segafredo ProTeams (7)- Androni Giocattoli-Sidermec - Bardiani CSF Faizanè - Caja Rural-Seguros RGA - Eolo-Kometa - Euskaltel-Euskadi - Gazprom-RusVelo - Vini Zabù Équipes continentales (7)- Beltrami TSA-Tre Colli - General Store Essegibi F.lli Curia - Giotti Victoria-Savini Due - Mg.k Vis VPM - Team Colpack-Ballan - Team Qhubeka - Work Service-Marchiol-Dynatek Équipes nationales (2)- Italie - Russie |
| |

## Étapes
| Étape         | Date    | Villes étapes                   | type                         | Distance (km) | Dénivelé (m) | Vainqueur d'étape      | Leader du classement général |
| ------------- | ------- | ------------------------------- | ---------------------------- | ------------- | ------------ | ---------------------- | ---------------------------- |
| 1re étape (A) | 23 mars | Gatteo – Gatteo                 | étape vallonnée              | 97,8          | 619 m        | Jakub Mareczko         | Jakub Mareczko               |
| 1re étape (B) | 23 mars | Gatteo – Gatteo                 | contre-la-montre par équipes | 10,8          | 20 m         | Israel Start-Up Nation | Mark Cavendish               |
| 2e étape      | 24 mars | Riccione – Sogliano al Rubicone | étape de montagne            | 163,5         | 3 328 m      | Jonas Vingegaard       | Jonas Vingegaard             |
| 3e étape      | 25 mars | Riccione – Riccione             | étape de montagne            | 139,2         | 3 063 m      | Ethan Hayter           | Jonas Vingegaard             |
| 4e étape      | 26 mars | Saint-Marin – Saint-Marin       | étape de montagne            | 154,8         | 4 044 m      | Jonas Vingegaard       | Jonas Vingegaard             |
| 5e étape      | 27 mars | Forlì – Forlì                   | étape de moyenne montagne    | 166,2         | 2 568 m      | Mikkel Honoré          | Jonas Vingegaard             |

## Déroulement de la course

### 1reétapesecteur a
| \| Classement de l'étape \| Classement de l'étape \| Classement de l'étape \| Classement de l'étape \| Classement de l'étape \| \| Coureur \| Coureur \| Pays \| Équipe \| Temps \| \| --------------------- \| --------------------- \| --------------------- \| ---------------------------------- \| --------------------- \| \| 1er \| Jakub Mareczko \| Italie \| Vini Zabù \| 2 h 19 min 05 s \| \| 2e \| Mark Cavendish \| Royaume-Uni \| Deceuninck-Quick Step \| + 0 s \| \| 3e \| Marius Mayrhofer \| Allemagne \| Team DSM \| + 0 s \| \| 4e \| Luca Coati \| Italie \| Team Qhubeka \| + 0 s \| \| 5e \| Ethan Hayter \| Royaume-Uni \| Ineos Grenadiers \| + 0 s \| \| 6e \| Michael Zecchin \| Italie \| Work Service-Marchiol-Dynatek \| + 0 s \| \| 7e \| Cristian Rocchetta \| Italie \| General Store-F.lli Curia-Essegibi \| + 0 s \| \| 8e \| Vincenzo Albanese \| Italie \| Eolo-Kometa \| + 0 s \| \| 9e \| Damiano Cima \| Italie \| Gazprom-RusVelo \| + 0 s \| \| 10e \| Mick van Dijke \| Pays-Bas \| Jumbo-Visma \| + 0 s \| |                    |             |                                    |                 |
| |                    |             |                                    |                 |
| Source : ProCyclingStats |                    |             |                                    |                 |
| Classement de l'étape |                    |             |                                    |                 |
| Coureur | Coureur            | Pays        | Équipe                             | Temps           |
| 1er | Jakub Mareczko     | Italie      | Vini Zabù                          | 2 h 19 min 05 s |
| 2e | Mark Cavendish     | Royaume-Uni | Deceuninck-Quick Step              | + 0 s           |
| 3e | Marius Mayrhofer   | Allemagne   | Team DSM                           | + 0 s           |
| 4e | Luca Coati         | Italie      | Team Qhubeka                       | + 0 s           |
| 5e | Ethan Hayter       | Royaume-Uni | Ineos Grenadiers                   | + 0 s           |
| 6e | Michael Zecchin    | Italie      | Work Service-Marchiol-Dynatek      | + 0 s           |
| 7e | Cristian Rocchetta | Italie      | General Store-F.lli Curia-Essegibi | + 0 s           |
| 8e | Vincenzo Albanese  | Italie      | Eolo-Kometa                        | + 0 s           |
| 9e | Damiano Cima       | Italie      | Gazprom-RusVelo                    | + 0 s           |
| 10e | Mick van Dijke     | Pays-Bas    | Jumbo-Visma                        | + 0 s           |

| \| Classement général \| Classement général \| Classement général \| Classement général \| Classement général \| \| Coureur \| Coureur \| Pays \| Équipe \| Temps \| \| ------------------ \| ------------------ \| ------------------ \| ---------------------------------- \| ------------------ \| \| 1er \| Jakub Mareczko \| Italie \| Vini Zabù \| 2 h 18 min 59 s \| \| 2e \| Mark Cavendish \| Royaume-Uni \| Deceuninck-Quick Step \| + 2 s \| \| 3e \| Marius Mayrhofer \| Allemagne \| Team DSM \| + 4 s \| \| 4e \| Luca Coati \| Italie \| Team Qhubeka \| + 6 s \| \| 5e \| Ethan Hayter \| Royaume-Uni \| Ineos Grenadiers \| + 6 s \| \| 6e \| Michael Zecchin \| Italie \| Work Service-Marchiol-Dynatek \| + 6 s \| \| 7e \| Cristian Rocchetta \| Italie \| General Store-F.lli Curia-Essegibi \| + 6 s \| \| 8e \| Vincenzo Albanese \| Italie \| Eolo-Kometa \| + 6 s \| \| 9e \| Damiano Cima \| Italie \| Gazprom-RusVelo \| + 6 s \| \| 10e \| Mick van Dijke \| Pays-Bas \| Jumbo-Visma \| + 6 s \| |                    |             |                                    |                 |
| |                    |             |                                    |                 |
| Source : ProCyclingStats |                    |             |                                    |                 |
| Classement général |                    |             |                                    |                 |
| Coureur | Coureur            | Pays        | Équipe                             | Temps           |
| 1er | Jakub Mareczko     | Italie      | Vini Zabù                          | 2 h 18 min 59 s |
| 2e | Mark Cavendish     | Royaume-Uni | Deceuninck-Quick Step              | + 2 s           |
| 3e | Marius Mayrhofer   | Allemagne   | Team DSM                           | + 4 s           |
| 4e | Luca Coati         | Italie      | Team Qhubeka                       | + 6 s           |
| 5e | Ethan Hayter       | Royaume-Uni | Ineos Grenadiers                   | + 6 s           |
| 6e | Michael Zecchin    | Italie      | Work Service-Marchiol-Dynatek      | + 6 s           |
| 7e | Cristian Rocchetta | Italie      | General Store-F.lli Curia-Essegibi | + 6 s           |
| 8e | Vincenzo Albanese  | Italie      | Eolo-Kometa                        | + 6 s           |
| 9e | Damiano Cima       | Italie      | Gazprom-RusVelo                    | + 6 s           |
| 10e | Mick van Dijke     | Pays-Bas    | Jumbo-Visma                        | + 6 s           |

### 1reétapesecteur b
| \| Classement de l'étape \| Classement de l'étape \| Classement de l'étape \| Classement de l'étape \| Classement de l'étape \| Classement de l'étape \| \| Équipe \| Équipe \| Pays \| Temps \| Écart de temps \| Vitesse moy. \| \| --------------------- \| ---------------------- \| --------------------- \| --------------------- \| --------------------- \| --------------------- \| \| 1re \| Israel Start-Up Nation \| Israël \| 11 min 36 s \| 0 s \| 55.862 km/h \| \| 2e \| Astana-Premier Tech \| Kazakhstan \| 11 min 37 s \| + 1 s \| 55.782 km/h \| \| 3e \| Deceuninck-Quick Step \| Belgique \| 11 min 38 s \| + 2 s \| 55.702 km/h \| \| 4e \| Team BikeExchange \| Australie \| 11 min 42 s \| + 6 s \| 55.385 km/h \| \| 5e \| Ineos Grenadiers \| Royaume-Uni \| 11 min 44 s \| + 8 s \| 55.227 km/h \| \| 6e \| Jumbo-Visma \| Pays-Bas \| 11 min 47 s \| + 11 s \| 54.993 km/h \| \| 7e \| Italie \| Italie \| 11 min 50 s \| + 14 s \| 54.761 km/h \| \| 8e \| Movistar Team \| Espagne \| 11 min 57 s \| + 21 s \| 54.226 km/h \| \| 9e \| Team Qhubeka \| Italie \| 11 min 58 s \| + 22 s \| 54.150 km/h \| \| 10e \| Trek-Segafredo \| États-Unis \| 11 min 59 s \| + 23 s \| 54.075 km/h \| |                        |             |             |                |              |
| |                        |             |             |                |              |
| Source : ProCyclingStats |                        |             |             |                |              |
| Classement de l'étape |                        |             |             |                |              |
| Équipe | Équipe                 | Pays        | Temps       | Écart de temps | Vitesse moy. |
| 1re | Israel Start-Up Nation | Israël      | 11 min 36 s | 0 s            | 55.862 km/h  |
| 2e | Astana-Premier Tech    | Kazakhstan  | 11 min 37 s | + 1 s          | 55.782 km/h  |
| 3e | Deceuninck-Quick Step  | Belgique    | 11 min 38 s | + 2 s          | 55.702 km/h  |
| 4e | Team BikeExchange      | Australie   | 11 min 42 s | + 6 s          | 55.385 km/h  |
| 5e | Ineos Grenadiers       | Royaume-Uni | 11 min 44 s | + 8 s          | 55.227 km/h  |
| 6e | Jumbo-Visma            | Pays-Bas    | 11 min 47 s | + 11 s         | 54.993 km/h  |
| 7e | Italie                 | Italie      | 11 min 50 s | + 14 s         | 54.761 km/h  |
| 8e | Movistar Team          | Espagne     | 11 min 57 s | + 21 s         | 54.226 km/h  |
| 9e | Team Qhubeka           | Italie      | 11 min 58 s | + 22 s         | 54.150 km/h  |
| 10e | Trek-Segafredo         | États-Unis  | 11 min 59 s | + 23 s         | 54.075 km/h  |

| \| Classement général \| Classement général \| Classement général \| Classement général \| Classement général \| \| Coureur \| Coureur \| Pays \| Équipe \| Temps \| \| ------------------ \| -------------------- \| ------------------ \| ---------------------- \| ------------------ \| \| 1er \| Mark Cavendish \| Royaume-Uni \| Deceuninck-Quick Step \| 2 h 30 min 39 s \| \| 2e \| Alex Dowsett \| Royaume-Uni \| Israel Start-Up Nation \| + 2 s \| \| 3e \| Ben Hermans \| Belgique \| Israel Start-Up Nation \| + 2 s \| \| 4e \| James Piccoli \| Canada \| Israel Start-Up Nation \| + 2 s \| \| 5e \| Guy Niv \| Israël \| Israel Start-Up Nation \| + 2 s \| \| 6e \| Alessandro De Marchi \| Italie \| Israel Start-Up Nation \| + 2 s \| \| 7e \| Sebastian Berwick \| Australie \| Israel Start-Up Nation \| + 2 s \| \| 8e \| Gleb Brussenskiy \| Kazakhstan \| Astana-Premier Tech \| + 3 s \| \| 9e \| Javier Romo \| Espagne \| Astana-Premier Tech \| + 3 s \| \| 10e \| Fabio Felline \| Italie \| Astana-Premier Tech \| + 3 s \| |                      |             |                        |                 |
| |                      |             |                        |                 |
| Source : ProCyclingStats |                      |             |                        |                 |
| Classement général |                      |             |                        |                 |
| Coureur | Coureur              | Pays        | Équipe                 | Temps           |
| 1er | Mark Cavendish       | Royaume-Uni | Deceuninck-Quick Step  | 2 h 30 min 39 s |
| 2e | Alex Dowsett         | Royaume-Uni | Israel Start-Up Nation | + 2 s           |
| 3e | Ben Hermans          | Belgique    | Israel Start-Up Nation | + 2 s           |
| 4e | James Piccoli        | Canada      | Israel Start-Up Nation | + 2 s           |
| 5e | Guy Niv              | Israël      | Israel Start-Up Nation | + 2 s           |
| 6e | Alessandro De Marchi | Italie      | Israel Start-Up Nation | + 2 s           |
| 7e | Sebastian Berwick    | Australie   | Israel Start-Up Nation | + 2 s           |
| 8e | Gleb Brussenskiy     | Kazakhstan  | Astana-Premier Tech    | + 3 s           |
| 9e | Javier Romo          | Espagne     | Astana-Premier Tech    | + 3 s           |
| 10e | Fabio Felline        | Italie      | Astana-Premier Tech    | + 3 s           |

### 2eétape
| \| Classement de l'étape \| Classement de l'étape \| Classement de l'étape \| Classement de l'étape \| Classement de l'étape \| \| Coureur \| Coureur \| Pays \| Équipe \| Temps \| \| --------------------- \| --------------------- \| --------------------- \| ---------------------- \| --------------------- \| \| 1er \| Jonas Vingegaard \| Danemark \| Jumbo-Visma \| 4 h 17 min 43 s \| \| 2e \| Iván Sosa \| Colombie \| Ineos Grenadiers \| + 0 s \| \| 3e \| Nick Schultz \| Australie \| Team BikeExchange \| + 4 s \| \| 4e \| Ben Hermans \| Belgique \| Israel Start-Up Nation \| + 4 s \| \| 5e \| Ethan Hayter \| Royaume-Uni \| Ineos Grenadiers \| + 4 s \| \| 6e \| Mauri Vansevenant \| Belgique \| Deceuninck-Quick Step \| + 10 s \| \| 7e \| Ilan Van Wilder \| Belgique \| Team DSM \| + 10 s \| \| 8e \| Marco Brenner \| Allemagne \| Team DSM \| + 10 s \| \| 9e \| Sergio Henao \| Colombie \| Team Qhubeka \| + 10 s \| \| 10e \| Javier Romo \| Espagne \| Astana-Premier Tech \| + 10 s \| |                   |             |                        |                 |
| |                   |             |                        |                 |
| Source : ProCyclingStats |                   |             |                        |                 |
| Classement de l'étape |                   |             |                        |                 |
| Coureur | Coureur           | Pays        | Équipe                 | Temps           |
| 1er | Jonas Vingegaard  | Danemark    | Jumbo-Visma            | 4 h 17 min 43 s |
| 2e | Iván Sosa         | Colombie    | Ineos Grenadiers       | + 0 s           |
| 3e | Nick Schultz      | Australie   | Team BikeExchange      | + 4 s           |
| 4e | Ben Hermans       | Belgique    | Israel Start-Up Nation | + 4 s           |
| 5e | Ethan Hayter      | Royaume-Uni | Ineos Grenadiers       | + 4 s           |
| 6e | Mauri Vansevenant | Belgique    | Deceuninck-Quick Step  | + 10 s          |
| 7e | Ilan Van Wilder   | Belgique    | Team DSM               | + 10 s          |
| 8e | Marco Brenner     | Allemagne   | Team DSM               | + 10 s          |
| 9e | Sergio Henao      | Colombie    | Team Qhubeka           | + 10 s          |
| 10e | Javier Romo       | Espagne     | Astana-Premier Tech    | + 10 s          |

| \| Classement général \| Classement général \| Classement général \| Classement général \| Classement général \| \| Coureur \| Coureur \| Pays \| Équipe \| Temps \| \| ------------------ \| ------------------ \| ------------------ \| ---------------------- \| ------------------ \| \| 1er \| Jonas Vingegaard \| Danemark \| Jumbo-Visma \| 6 h 48 min 25 s \| \| 2e \| Iván Sosa \| Colombie \| Ineos Grenadiers \| + 1 s \| \| 3e \| Ben Hermans \| Belgique \| Israel Start-Up Nation \| + 3 s \| \| 4e \| Nick Schultz \| Australie \| Team BikeExchange \| + 5 s \| \| 5e \| Javier Romo \| Espagne \| Astana-Premier Tech \| + 10 s \| \| 6e \| Ethan Hayter \| Royaume-Uni \| Ineos Grenadiers \| + 11 s \| \| 7e \| Mauri Vansevenant \| Belgique \| Deceuninck-Quick Step \| + 11 s \| \| 8e \| Mikkel Honoré \| Danemark \| Deceuninck-Quick Step \| + 14 s \| \| 9e \| Kevin Colleoni \| Italie \| Team BikeExchange \| + 20 s \| \| 10e \| Sergio Henao \| Colombie \| Team Qhubeka \| + 31 s \| |                   |             |                        |                 |
| |                   |             |                        |                 |
| Source : ProCyclingStats |                   |             |                        |                 |
| Classement général |                   |             |                        |                 |
| Coureur | Coureur           | Pays        | Équipe                 | Temps           |
| 1er | Jonas Vingegaard  | Danemark    | Jumbo-Visma            | 6 h 48 min 25 s |
| 2e | Iván Sosa         | Colombie    | Ineos Grenadiers       | + 1 s           |
| 3e | Ben Hermans       | Belgique    | Israel Start-Up Nation | + 3 s           |
| 4e | Nick Schultz      | Australie   | Team BikeExchange      | + 5 s           |
| 5e | Javier Romo       | Espagne     | Astana-Premier Tech    | + 10 s          |
| 6e | Ethan Hayter      | Royaume-Uni | Ineos Grenadiers       | + 11 s          |
| 7e | Mauri Vansevenant | Belgique    | Deceuninck-Quick Step  | + 11 s          |
| 8e | Mikkel Honoré     | Danemark    | Deceuninck-Quick Step  | + 14 s          |
| 9e | Kevin Colleoni    | Italie      | Team BikeExchange      | + 20 s          |
| 10e | Sergio Henao      | Colombie    | Team Qhubeka           | + 31 s          |

### 3eétape
| \| Classement de l'étape \| Classement de l'étape \| Classement de l'étape \| Classement de l'étape \| Classement de l'étape \| \| Coureur \| Coureur \| Pays \| Équipe \| Temps \| \| --------------------- \| --------------------- \| --------------------- \| --------------------------- \| --------------------- \| \| 1er \| Ethan Hayter \| Royaume-Uni \| Ineos Grenadiers \| 3 h 49 min 21 s \| \| 2e \| Shane Archbold \| Nouvelle-Zélande \| Deceuninck-Quick Step \| + 0 s \| \| 3e \| Nick Schultz \| Australie \| Team BikeExchange \| + 0 s \| \| 4e \| Jacopo Mosca \| Italie \| Trek-Segafredo \| + 0 s \| \| 5e \| Natnael Tesfatsion \| Érythrée \| Androni Giocattoli-Sidermec \| + 0 s \| \| 6e \| Orluis Aular \| Venezuela \| Caja Rural-Seguros RGA \| + 0 s \| \| 7e \| Vincenzo Albanese \| Italie \| Eolo-Kometa \| + 0 s \| \| 8e \| Davide Gabburo \| Italie \| Bardiani CSF Faizanè \| + 0 s \| \| 9e \| Christian Scaroni \| Italie \| Gazprom-RusVelo \| + 0 s \| \| 10e \| Simone Velasco \| Italie \| Gazprom-RusVelo \| + 0 s \| |                    |                  |                             |                 |
| |                    |                  |                             |                 |
| Source : ProCyclingStats |                    |                  |                             |                 |
| Classement de l'étape |                    |                  |                             |                 |
| Coureur | Coureur            | Pays             | Équipe                      | Temps           |
| 1er | Ethan Hayter       | Royaume-Uni      | Ineos Grenadiers            | 3 h 49 min 21 s |
| 2e | Shane Archbold     | Nouvelle-Zélande | Deceuninck-Quick Step       | + 0 s           |
| 3e | Nick Schultz       | Australie        | Team BikeExchange           | + 0 s           |
| 4e | Jacopo Mosca       | Italie           | Trek-Segafredo              | + 0 s           |
| 5e | Natnael Tesfatsion | Érythrée         | Androni Giocattoli-Sidermec | + 0 s           |
| 6e | Orluis Aular       | Venezuela        | Caja Rural-Seguros RGA      | + 0 s           |
| 7e | Vincenzo Albanese  | Italie           | Eolo-Kometa                 | + 0 s           |
| 8e | Davide Gabburo     | Italie           | Bardiani CSF Faizanè        | + 0 s           |
| 9e | Christian Scaroni  | Italie           | Gazprom-RusVelo             | + 0 s           |
| 10e | Simone Velasco     | Italie           | Gazprom-RusVelo             | + 0 s           |

| \| Classement général \| Classement général \| Classement général \| Classement général \| Classement général \| \| Coureur \| Coureur \| Pays \| Équipe \| Temps \| \| ------------------ \| ------------------ \| ------------------ \| ---------------------- \| ------------------ \| \| 1er \| Jonas Vingegaard \| Danemark \| Jumbo-Visma \| 10 h 37 min 46 s \| \| 2e \| Ethan Hayter \| Royaume-Uni \| Ineos Grenadiers \| + 1 s \| \| 3e \| Nick Schultz \| Australie \| Team BikeExchange \| + 1 s \| \| 4e \| Iván Sosa \| Colombie \| Ineos Grenadiers \| + 1 s \| \| 5e \| Ben Hermans \| Belgique \| Israel Start-Up Nation \| + 3 s \| \| 6e \| Javier Romo \| Espagne \| Astana-Premier Tech \| + 10 s \| \| 7e \| Mauri Vansevenant \| Belgique \| Deceuninck-Quick Step \| + 11 s \| \| 8e \| Mikkel Honoré \| Danemark \| Deceuninck-Quick Step \| + 14 s \| \| 9e \| Kevin Colleoni \| Italie \| Team BikeExchange \| + 20 s \| \| 10e \| Sergio Henao \| Colombie \| Team Qhubeka \| + 31 s \| |                   |             |                        |                  |
| |                   |             |                        |                  |
| Source : ProCyclingStats |                   |             |                        |                  |
| Classement général |                   |             |                        |                  |
| Coureur | Coureur           | Pays        | Équipe                 | Temps            |
| 1er | Jonas Vingegaard  | Danemark    | Jumbo-Visma            | 10 h 37 min 46 s |
| 2e | Ethan Hayter      | Royaume-Uni | Ineos Grenadiers       | + 1 s            |
| 3e | Nick Schultz      | Australie   | Team BikeExchange      | + 1 s            |
| 4e | Iván Sosa         | Colombie    | Ineos Grenadiers       | + 1 s            |
| 5e | Ben Hermans       | Belgique    | Israel Start-Up Nation | + 3 s            |
| 6e | Javier Romo       | Espagne     | Astana-Premier Tech    | + 10 s           |
| 7e | Mauri Vansevenant | Belgique    | Deceuninck-Quick Step  | + 11 s           |
| 8e | Mikkel Honoré     | Danemark    | Deceuninck-Quick Step  | + 14 s           |
| 9e | Kevin Colleoni    | Italie      | Team BikeExchange      | + 20 s           |
| 10e | Sergio Henao      | Colombie    | Team Qhubeka           | + 31 s           |

### 4eétape
| \| Classement de l'étape \| Classement de l'étape \| Classement de l'étape \| Classement de l'étape \| Classement de l'étape \| \| Coureur \| Coureur \| Pays \| Équipe \| Temps \| \| --------------------- \| --------------------- \| --------------------- \| --------------------------- \| --------------------- \| \| 1er \| Jonas Vingegaard \| Danemark \| Jumbo-Visma \| 4 h 26 min 37 s \| \| 2e \| Javier Romo \| Espagne \| Astana-Premier Tech \| + 0 s \| \| 3e \| Nick Schultz \| Australie \| Team BikeExchange \| + 0 s \| \| 4e \| Ethan Hayter \| Royaume-Uni \| Ineos Grenadiers \| + 0 s \| \| 5e \| Mauri Vansevenant \| Belgique \| Deceuninck-Quick Step \| + 0 s \| \| 6e \| Juan Ayuso \| Espagne \| Colpack-Ballan \| + 0 s \| \| 7e \| Ben Hermans \| Belgique \| Israel Start-Up Nation \| + 2 s \| \| 8e \| Natnael Tesfatsion \| Érythrée \| Androni Giocattoli-Sidermec \| + 2 s \| \| 9e \| Sergio Henao \| Colombie \| Team Qhubeka \| + 2 s \| \| 10e \| Antonio Tiberi \| Italie \| Trek-Segafredo \| + 2 s \| |                    |             |                             |                 |
| |                    |             |                             |                 |
| Source : ProCyclingStats |                    |             |                             |                 |
| Classement de l'étape |                    |             |                             |                 |
| Coureur | Coureur            | Pays        | Équipe                      | Temps           |
| 1er | Jonas Vingegaard   | Danemark    | Jumbo-Visma                 | 4 h 26 min 37 s |
| 2e | Javier Romo        | Espagne     | Astana-Premier Tech         | + 0 s           |
| 3e | Nick Schultz       | Australie   | Team BikeExchange           | + 0 s           |
| 4e | Ethan Hayter       | Royaume-Uni | Ineos Grenadiers            | + 0 s           |
| 5e | Mauri Vansevenant  | Belgique    | Deceuninck-Quick Step       | + 0 s           |
| 6e | Juan Ayuso         | Espagne     | Colpack-Ballan              | + 0 s           |
| 7e | Ben Hermans        | Belgique    | Israel Start-Up Nation      | + 2 s           |
| 8e | Natnael Tesfatsion | Érythrée    | Androni Giocattoli-Sidermec | + 2 s           |
| 9e | Sergio Henao       | Colombie    | Team Qhubeka                | + 2 s           |
| 10e | Antonio Tiberi     | Italie      | Trek-Segafredo              | + 2 s           |

| \| Classement général \| Classement général \| Classement général \| Classement général \| Classement général \| \| Coureur \| Coureur \| Pays \| Équipe \| Temps \| \| ------------------ \| ------------------ \| ------------------ \| ---------------------- \| ------------------ \| \| 1er \| Jonas Vingegaard \| Danemark \| Jumbo-Visma \| 15 h 04 min 13 s \| \| 2e \| Nick Schultz \| Australie \| Team BikeExchange \| + 7 s \| \| 3e \| Ethan Hayter \| Royaume-Uni \| Ineos Grenadiers \| + 11 s \| \| 4e \| Javier Romo \| Espagne \| Astana-Premier Tech \| + 14 s \| \| 5e \| Ben Hermans \| Belgique \| Israel Start-Up Nation \| + 15 s \| \| 6e \| Iván Sosa \| Colombie \| Ineos Grenadiers \| + 16 s \| \| 7e \| Mauri Vansevenant \| Belgique \| Deceuninck-Quick Step \| + 21 s \| \| 8e \| Mikkel Honoré \| Danemark \| Deceuninck-Quick Step \| + 26 s \| \| 9e \| Kevin Colleoni \| Italie \| Team BikeExchange \| + 39 s \| \| 10e \| Sergio Henao \| Colombie \| Team Qhubeka \| + 43 s \| |                   |             |                        |                  |
| |                   |             |                        |                  |
| Source : ProCyclingStats |                   |             |                        |                  |
| Classement général |                   |             |                        |                  |
| Coureur | Coureur           | Pays        | Équipe                 | Temps            |
| 1er | Jonas Vingegaard  | Danemark    | Jumbo-Visma            | 15 h 04 min 13 s |
| 2e | Nick Schultz      | Australie   | Team BikeExchange      | + 7 s            |
| 3e | Ethan Hayter      | Royaume-Uni | Ineos Grenadiers       | + 11 s           |
| 4e | Javier Romo       | Espagne     | Astana-Premier Tech    | + 14 s           |
| 5e | Ben Hermans       | Belgique    | Israel Start-Up Nation | + 15 s           |
| 6e | Iván Sosa         | Colombie    | Ineos Grenadiers       | + 16 s           |
| 7e | Mauri Vansevenant | Belgique    | Deceuninck-Quick Step  | + 21 s           |
| 8e | Mikkel Honoré     | Danemark    | Deceuninck-Quick Step  | + 26 s           |
| 9e | Kevin Colleoni    | Italie      | Team BikeExchange      | + 39 s           |
| 10e | Sergio Henao      | Colombie    | Team Qhubeka           | + 43 s           |

### 5eétape
| \| Classement de l'étape \| Classement de l'étape \| Classement de l'étape \| Classement de l'étape \| Classement de l'étape \| \| Coureur \| Coureur \| Pays \| Équipe \| Temps \| \| --------------------- \| --------------------- \| --------------------- \| ---------------------- \| --------------------- \| \| 1er \| Mikkel Honoré \| Danemark \| Deceuninck-Quick Step \| 3 h 59 min 40 s \| \| 2e \| Jonas Vingegaard \| Danemark \| Jumbo-Visma \| + 0 s \| \| 3e \| Shane Archbold \| Nouvelle-Zélande \| Deceuninck-Quick Step \| + 19 s \| \| 4e \| Ethan Hayter \| Royaume-Uni \| Ineos Grenadiers \| + 19 s \| \| 5e \| Juan Ayuso \| Espagne \| Colpack-Ballan \| + 19 s \| \| 6e \| Jonathan Lastra \| Espagne \| Caja Rural-Seguros RGA \| + 19 s \| \| 7e \| Ilan Van Wilder \| Belgique \| Team DSM \| + 19 s \| \| 8e \| Javier Romo \| Espagne \| Astana-Premier Tech \| + 19 s \| \| 9e \| Paul Double \| Royaume-Uni \| MG.K Vis VPM \| + 19 s \| \| 10e \| Ben Hermans \| Belgique \| Israel Start-Up Nation \| + 19 s \| |                  |                  |                        |                 |
| |                  |                  |                        |                 |
| Source : ProCyclingStats |                  |                  |                        |                 |
| Classement de l'étape |                  |                  |                        |                 |
| Coureur | Coureur          | Pays             | Équipe                 | Temps           |
| 1er | Mikkel Honoré    | Danemark         | Deceuninck-Quick Step  | 3 h 59 min 40 s |
| 2e | Jonas Vingegaard | Danemark         | Jumbo-Visma            | + 0 s           |
| 3e | Shane Archbold   | Nouvelle-Zélande | Deceuninck-Quick Step  | + 19 s          |
| 4e | Ethan Hayter     | Royaume-Uni      | Ineos Grenadiers       | + 19 s          |
| 5e | Juan Ayuso       | Espagne          | Colpack-Ballan         | + 19 s          |
| 6e | Jonathan Lastra  | Espagne          | Caja Rural-Seguros RGA | + 19 s          |
| 7e | Ilan Van Wilder  | Belgique         | Team DSM               | + 19 s          |
| 8e | Javier Romo      | Espagne          | Astana-Premier Tech    | + 19 s          |
| 9e | Paul Double      | Royaume-Uni      | MG.K Vis VPM           | + 19 s          |
| 10e | Ben Hermans      | Belgique         | Israel Start-Up Nation | + 19 s          |

## Classements finals

### Classement général final
| \| Classement général \| Classement général \| Classement général \| Classement général \| Classement général \| \| Coureur \| Coureur \| Pays \| Équipe \| Temps \| \| ------------------ \| ----------------------- \| ------------------ \| ---------------------- \| ------------------ \| \| 1er \| Jonas Vingegaard \| Danemark \| Jumbo-Visma \| 19 h 03 min 47 s \| \| 2e \| Mikkel Honoré \| Danemark \| Deceuninck-Quick Step \| + 22 s \| \| 3e \| Nick Schultz \| Australie \| Team BikeExchange \| + 32 s \| \| 4e \| Ethan Hayter \| Royaume-Uni \| Ineos Grenadiers \| + 36 s \| \| 5e \| Javier Romo \| Espagne \| Astana-Premier Tech \| + 39 s \| \| 6e \| Ben Hermans \| Belgique \| Israel Start-Up Nation \| + 40 s \| \| 7e \| Mauri Vansevenant \| Belgique \| Deceuninck-Quick Step \| + 46 s \| \| 8e \| Sergio Henao \| Colombie \| Team Qhubeka \| + 1 min 08 s \| \| 9e \| Amanuel Ghebreigzabhier \| Érythrée \| Trek-Segafredo \| + 1 min 14 s \| \| 10e \| Ilan Van Wilder \| Belgique \| Team DSM \| + 1 min 18 s \| |                         |             |                        |                  |
| |                         |             |                        |                  |
| Source : ProCyclingStats |                         |             |                        |                  |
| Classement général |                         |             |                        |                  |
| Coureur | Coureur                 | Pays        | Équipe                 | Temps            |
| 1er | Jonas Vingegaard        | Danemark    | Jumbo-Visma            | 19 h 03 min 47 s |
| 2e | Mikkel Honoré           | Danemark    | Deceuninck-Quick Step  | + 22 s           |
| 3e | Nick Schultz            | Australie   | Team BikeExchange      | + 32 s           |
| 4e | Ethan Hayter            | Royaume-Uni | Ineos Grenadiers       | + 36 s           |
| 5e | Javier Romo             | Espagne     | Astana-Premier Tech    | + 39 s           |
| 6e | Ben Hermans             | Belgique    | Israel Start-Up Nation | + 40 s           |
| 7e | Mauri Vansevenant       | Belgique    | Deceuninck-Quick Step  | + 46 s           |
| 8e | Sergio Henao            | Colombie    | Team Qhubeka           | + 1 min 08 s     |
| 9e | Amanuel Ghebreigzabhier | Érythrée    | Trek-Segafredo         | + 1 min 14 s     |
| 10e | Ilan Van Wilder         | Belgique    | Team DSM               | + 1 min 18 s     |

### Classements annexes
| Classement par points | Classement par points | Classement par points | Classement par points  | Classement par points |
| Coureur               | Coureur               | Pays                  | Équipe                 | Points                |
| --------------------- | --------------------- | --------------------- | ---------------------- | --------------------- |
| 1er                   | Jonas Vingegaard      | Danemark              | Jumbo-Visma            | 28 pts                |
| 2e                    | Ethan Hayter          | Royaume-Uni           | Ineos Grenadiers       | 28 pts                |
| 3e                    | Nick Schultz          | Australie             | Team BikeExchange      | 18 pts                |
| 4e                    | Shane Archbold        | Nouvelle-Zélande      | Deceuninck-Quick Step  | 14 pts                |
| 5e                    | Mikkel Honoré         | Danemark              | Deceuninck-Quick Step  | 10 pts                |
| 6e                    | Javier Romo           | Espagne               | Astana-Premier Tech    | 9 pts                 |
| 7e                    | Mark Cavendish        | Royaume-Uni           | Deceuninck-Quick Step  | 8 pts                 |
| 8e                    | Ben Hermans           | Belgique              | Israel Start-Up Nation | 7 pts                 |
| 9e                    | Mauri Vansevenant     | Belgique              | Deceuninck-Quick Step  | 7 pts                 |
| 10e                   | Juan Ayuso            | Espagne               | Colpack-Ballan         | 7 pts                 |

| Classement par points | Classement par points | Classement par points | Classement par points  | Classement par points |
| Coureur               | Coureur               | Pays                  | Équipe                 | Points                |
| --------------------- | --------------------- | --------------------- | ---------------------- | --------------------- |
| 1er                   | Jonas Vingegaard      | Danemark              | Jumbo-Visma            | 28 pts                |
| 2e                    | Ethan Hayter          | Royaume-Uni           | Ineos Grenadiers       | 28 pts                |
| 3e                    | Nick Schultz          | Australie             | Team BikeExchange      | 18 pts                |
| 4e                    | Shane Archbold        | Nouvelle-Zélande      | Deceuninck-Quick Step  | 14 pts                |
| 5e                    | Mikkel Honoré         | Danemark              | Deceuninck-Quick Step  | 10 pts                |
| 6e                    | Javier Romo           | Espagne               | Astana-Premier Tech    | 9 pts                 |
| 7e                    | Mark Cavendish        | Royaume-Uni           | Deceuninck-Quick Step  | 8 pts                 |
| 8e                    | Ben Hermans           | Belgique              | Israel Start-Up Nation | 7 pts                 |
| 9e                    | Mauri Vansevenant     | Belgique              | Deceuninck-Quick Step  | 7 pts                 |
| 10e                   | Juan Ayuso            | Espagne               | Colpack-Ballan         | 7 pts                 |

| Classement de la montagne | Classement de la montagne | Classement de la montagne | Classement de la montagne  | Classement de la montagne |
| Coureur                   | Coureur                   | Pays                      | Équipe                     | Points                    |
| ------------------------- | ------------------------- | ------------------------- | -------------------------- | ------------------------- |
| 1er                       | Alejandro Osorio          | Colombie                  | Caja Rural-Seguros RGA     | 32 pts                    |
| 2e                        | Márton Dina               | Hongrie                   | Eolo-Kometa                | 28 pts                    |
| 3e                        | Antonio Nibali            | Italie                    | Trek-Segafredo             | 18 pts                    |
| 4e                        | Edoardo Zardini           | Italie                    | Vini Zabù                  | 12 pts                    |
| 5e                        | Raffaele Radice           | Italie                    | MG.K Vis VPM               | 11 pts                    |
| 6e                        | Einer Rubio               | Colombie                  | Movistar Team              | 8 pts                     |
| 7e                        | Mikkel Honoré             | Danemark                  | Deceuninck-Quick Step      | 5 pts                     |
| 8e                        | Ben Hermans               | Belgique                  | Israel Start-Up Nation     | 5 pts                     |
| 9e                        | Alessandro Fancellu       | Italie                    | Eolo-Kometa                | 4 pts                     |
| 10e                       | Emil Dima                 | Roumanie                  | Giotti Victoria-Savini Due | 4 pts                     |

| Classement de la montagne | Classement de la montagne | Classement de la montagne | Classement de la montagne  | Classement de la montagne |
| Coureur                   | Coureur                   | Pays                      | Équipe                     | Points                    |
| ------------------------- | ------------------------- | ------------------------- | -------------------------- | ------------------------- |
| 1er                       | Alejandro Osorio          | Colombie                  | Caja Rural-Seguros RGA     | 32 pts                    |
| 2e                        | Márton Dina               | Hongrie                   | Eolo-Kometa                | 28 pts                    |
| 3e                        | Antonio Nibali            | Italie                    | Trek-Segafredo             | 18 pts                    |
| 4e                        | Edoardo Zardini           | Italie                    | Vini Zabù                  | 12 pts                    |
| 5e                        | Raffaele Radice           | Italie                    | MG.K Vis VPM               | 11 pts                    |
| 6e                        | Einer Rubio               | Colombie                  | Movistar Team              | 8 pts                     |
| 7e                        | Mikkel Honoré             | Danemark                  | Deceuninck-Quick Step      | 5 pts                     |
| 8e                        | Ben Hermans               | Belgique                  | Israel Start-Up Nation     | 5 pts                     |
| 9e                        | Alessandro Fancellu       | Italie                    | Eolo-Kometa                | 4 pts                     |
| 10e                       | Emil Dima                 | Roumanie                  | Giotti Victoria-Savini Due | 4 pts                     |

| Classement du meilleur jeune | Classement du meilleur jeune | Classement du meilleur jeune | Classement du meilleur jeune | Classement du meilleur jeune |
| Coureur                      | Coureur                      | Pays                         | Équipe                       | Temps                        |
| ---------------------------- | ---------------------------- | ---------------------------- | ---------------------------- | ---------------------------- |
| 1er                          | Ethan Hayter                 | Royaume-Uni                  | Ineos Grenadiers             | 19 h 04 min 23 s             |
| 2e                           | Javier Romo                  | Espagne                      | Astana-Premier Tech          | + 3 s                        |
| 3e                           | Mauri Vansevenant            | Belgique                     | Deceuninck-Quick Step        | + 10 s                       |
| 4e                           | Ilan Van Wilder              | Belgique                     | Team DSM                     | + 42 s                       |
| 5e                           | Kevin Colleoni               | Italie                       | Team BikeExchange            | + 45 s                       |
| 6e                           | Natnael Tesfatsion           | Érythrée                     | Androni Giocattoli-Sidermec  | + 1 min 13 s                 |
| 7e                           | Alexander Cepeda             | Équateur                     | Androni Giocattoli-Sidermec  | + 1 min 13 s                 |
| 8e                           | Juan Ayuso                   | Espagne                      | Colpack-Ballan               | + 1 min 48 s                 |
| 9e                           | Marco Frigo                  | Italie                       | Italie                       | + 2 min 09 s                 |
| 10e                          | Antonio Tiberi               | Italie                       | Trek-Segafredo               | + 2 min 57 s                 |

| Classement du meilleur jeune | Classement du meilleur jeune | Classement du meilleur jeune | Classement du meilleur jeune | Classement du meilleur jeune |
| Coureur                      | Coureur                      | Pays                         | Équipe                       | Temps                        |
| ---------------------------- | ---------------------------- | ---------------------------- | ---------------------------- | ---------------------------- |
| 1er                          | Ethan Hayter                 | Royaume-Uni                  | Ineos Grenadiers             | 19 h 04 min 23 s             |
| 2e                           | Javier Romo                  | Espagne                      | Astana-Premier Tech          | + 3 s                        |
| 3e                           | Mauri Vansevenant            | Belgique                     | Deceuninck-Quick Step        | + 10 s                       |
| 4e                           | Ilan Van Wilder              | Belgique                     | Team DSM                     | + 42 s                       |
| 5e                           | Kevin Colleoni               | Italie                       | Team BikeExchange            | + 45 s                       |
| 6e                           | Natnael Tesfatsion           | Érythrée                     | Androni Giocattoli-Sidermec  | + 1 min 13 s                 |
| 7e                           | Alexander Cepeda             | Équateur                     | Androni Giocattoli-Sidermec  | + 1 min 13 s                 |
| 8e                           | Juan Ayuso                   | Espagne                      | Colpack-Ballan               | + 1 min 48 s                 |
| 9e                           | Marco Frigo                  | Italie                       | Italie                       | + 2 min 09 s                 |
| 10e                          | Antonio Tiberi               | Italie                       | Trek-Segafredo               | + 2 min 57 s                 |

| Classement par équipes | Classement par équipes      | Classement par équipes | Classement par équipes |
| Équipe                 | Équipe                      | Pays                   | Temps                  |
| ---------------------- | --------------------------- | ---------------------- | ---------------------- |
| 1re                    | Ineos Grenadiers            | Royaume-Uni            | 56 h 53 min 19 s       |
| 2e                     | Androni Giocattoli-Sidermec | Italie                 | + 1 s                  |
| 3e                     | Team DSM                    | Allemagne              | + 28 s                 |
| 4e                     | Trek-Segafredo              | États-Unis             | + 2 min 30 s           |
| 5e                     | Caja Rural-Seguros RGA      | Espagne                | + 5 min 54 s           |
| 6e                     | Israel Start-Up Nation      | Israël                 | + 6 min 44 s           |
| 7e                     | Astana-Premier Tech         | Kazakhstan             | + 8 min 21 s           |
| 8e                     | Team BikeExchange           | Australie              | + 11 min 56 s          |
| 9e                     | Bardiani CSF Faizanè        | Italie                 | + 16 min 46 s          |
| 10e                    | Deceuninck-Quick Step       | Belgique               | + 21 min 06 s          |

| Classement par équipes | Classement par équipes      | Classement par équipes | Classement par équipes |
| Équipe                 | Équipe                      | Pays                   | Temps                  |
| ---------------------- | --------------------------- | ---------------------- | ---------------------- |
| 1re                    | Ineos Grenadiers            | Royaume-Uni            | 56 h 53 min 19 s       |
| 2e                     | Androni Giocattoli-Sidermec | Italie                 | + 1 s                  |
| 3e                     | Team DSM                    | Allemagne              | + 28 s                 |
| 4e                     | Trek-Segafredo              | États-Unis             | + 2 min 30 s           |
| 5e                     | Caja Rural-Seguros RGA      | Espagne                | + 5 min 54 s           |
| 6e                     | Israel Start-Up Nation      | Israël                 | + 6 min 44 s           |
| 7e                     | Astana-Premier Tech         | Kazakhstan             | + 8 min 21 s           |
| 8e                     | Team BikeExchange           | Australie              | + 11 min 56 s          |
| 9e                     | Bardiani CSF Faizanè        | Italie                 | + 16 min 46 s          |
| 10e                    | Deceuninck-Quick Step       | Belgique               | + 21 min 06 s          |

### UCI Europe Tour
Cette Semaine internationale Coppi et Bartali attribue des points pour l'UCI Europe Tour 2021, y compris aux coureurs faisant partie d'une équipe ayant un label WorldTeam. De plus la course donne le même nombre de points individuellement à tous les coureurs pour le Classement mondial UCI 2021.
| Position           | 1er | 2e | 3e | 4e | 5e | 6e | 7e | 8e | 9e | 10e | 11e | 12e | 13e à 15e | 16e à 25e |
| Classement général | 125 | 85 | 70 | 60 | 50 | 40 | 35 | 30 | 25 | 20  | 15  | 10  | 5         | 3         |
| Par étape          | 14  | 5  | 3  |    |    |    |    |    |    |     |     |     |           |           |
| Leader, par étape  | 3   |    |    |    |    |    |    |    |    |     |     |     |           |           |

## Évolution des classements
| Étape              | Vainqueur              | Classement général | Classement de la montagne | Classement par points | Classement du meilleur jeune | Classement par équipes |
| ------------------ | ---------------------- | ------------------ | ------------------------- | --------------------- | ---------------------------- | ---------------------- |
| 1a                 | Jakub Mareczko         | Jakub Mareczko     | Raffaele Radice           | Jakub Mareczko        | Marius Mayrhofer             | Jumbo-Visma            |
| 1b                 | Israel Start-Up Nation | Mark Cavendish     | Raffaele Radice           | Jakub Mareczko        | Sebastian Berwick            | Israel Start-Up Nation |
| 2                  | Jonas Vingegaard       | Jonas Vingegaard   | Márton Dina               | Jonas Vingegaard      | Javier Romo                  | Ineos Grenadiers       |
| 3                  | Ethan Hayter           | Jonas Vingegaard   | Márton Dina               | Ethan Hayter          | Ethan Hayter                 | Ineos Grenadiers       |
| 4                  | Jonas Vingegaard       | Jonas Vingegaard   | Márton Dina               | Ethan Hayter          | Ethan Hayter                 | Ineos Grenadiers       |
| 5                  | Mikkel Honoré          | Jonas Vingegaard   | Alejandro Osorio          | Jonas Vingegaard      | Ethan Hayter                 | Ineos Grenadiers       |
| Classements finals | Classements finals     | Jonas Vingegaard   | Alejandro Osorio          | Jonas Vingegaard      | Ethan Hayter                 | Ineos Grenadiers       |